# Kęstutis Juknis
Kęstutis Juknis (* 29. Juni 1959 in Linkuva, Rajongemeinde Pakruojis, Litauische SSR) ist ein litauischer Politiker.

## Leben
Von 1966 bis 1977 besuchte er die Mittelschule Linkuva und von 1977 bis 1978 absolvierte er mit Auszeichnung die Technikschule Radviliškis sowie 1983 ein Studium an der Lietuvos veterinarijos akademija und von 1998 bis 2002 ein Bachelorstudium der Rechtswissenschaft an der Oberschule Kaunas. Von 1983 bis 1984 leistete er den Sowjetarmeedienst. Von 1998 bis 1999 war er Inspektor des Verbands der Regionsgewerkschaften, seit 1999 ist er Vorsitzender der Gewerkschaft „Sandrauga“.
Von 2005 bis 2006 war er stellvertretender Bürgermeister von Kaunas.

## Quelle
- 2011 m. vasario 27 d. savivaldybių tarybų rinkimai

| Personendaten    | Personendaten                                    |
| ---------------- | ------------------------------------------------ |
| NAME             | Juknis, Kęstutis                                 |
| KURZBESCHREIBUNG | litauischer Politiker                            |
| GEBURTSDATUM     | 29. Juni 1959                                    |
| GEBURTSORT       | Linkuva, Rajongemeinde Pakruojis, Litauische SSR |